# Marble Slab Creamery
A Marble Slab Creamery, ou muitas vezes referenciado como Marble Slab, é uma cadeia americana de sorveterias propriedade da FAT Brands. A sua sede social situa-se em Atlanta, Geórgia.
Existem mais de 392 lojas em vários países, todas de propriedade independente e franqueadas.

## História
A Marble Slab, que começou como uma operação de unidade única chamada Cones & Cream, foi fundada em Houston pelos chefs Sigmund Penn e Tom LePage em 1983. Inspiraram-se em Steve Herrell, da Herrell's Ice Cream, em Boston, que foi pioneiro na abordagem de mistura de coberturas de sorvetes. Em 1986, a Marble Slab tornou-se a primeira sorveteria a utilizar uma placa de granito congelado para misturar coberturas no sorvete. Mais tarde nesse ano, a Marble Slab foi comprada por Ronnie Hankamer, do Texas, que lançou as bases para o conceito de franquia da marca.
No final da década de 2000, a Marble Slab expandiu-se para além da sua presença no sudeste e foi reconhecida como um franquia de rápido crescimento. Em 2007 foi classificado na revista Entrepreneur como Franchise 500 (#93), Fastest-Growing Franchises (#72), e America's Top Global Franchises (#75).
Enquanto empresa independente, a sua sede situava-se na zona de Westchase, em Houston, Texas. Após a aquisição da NexCen, a sede da marca situava-se inicialmente no Condado de Gwinnett, na Geórgia. Em julho de 2010, a NexCen anunciou a venda do seu negócio de franquia à Global Franchise Group, LLC, uma filial da Levine Leichtman Capital Partner.

### Mudanças de propriedade
Em fevereiro de 2007, o Global Franchise Group adquiriu a Marble Slab Creamery, retirando a empresa da bolsa de valores. Desde a sua aquisição, a cadeia tem sido uma marca de franquia com a MaggieMoo's Ice Cream and Treatery e a Great American Cookies.
Em 28 de junho de 2021, o Global Franchise Group anunciou que seria adquirido pela FAT Brands, proprietária da Fatburger e da Johnny Rockets. A aquisição foi concluída em 22 de julho.

## Produtos
A cadeia é especializada em servir sorvete caseiro. A cadeia serve uma variedade de outras sobremesas, incluindo bolos de sorvete, sundaes, milkshakes e smoothies.